# Csengele
Csengele község Csongrád-Csanád vármegye Kisteleki járásában.

## Fekvése
Magyarország déli részén, a Dél-Alföldön, Csongrád-Csanád vármegye északi részén található.
A szomszédos települések: észak felől Petőfiszállás, északkelet felől Pálmonostora, délkelet felől Kistelek és Balástya, dél felől Kömpöc, délnyugat felől Kiskunmajsa, északnyugat felől pedig Jászszentlászló.

### Megközelítése
Központján kelet-nyugati irányban az ország egyik leghosszabb öt számjegyű mellékútja, az 5-ös főúttól Kiskunmajsáig húzódó, több mint 19 kilométer hosszú 54 121-es számú mellékút halad végig, így ez a legfontosabb közúti megközelítési útvonala. Balástyával az 5421-es út, Jászszentlászlóval pedig egy számozatlan, alsóbbrendű önkormányzati út kapcsolja össze.
Közigazgatási területét, nagyjából észak-déli irányban átszeli az M5-ös autópálya is, de csomópontja a sztrádának sokáig csak Csengele déli határszélénél volt, a falutól jó 10 kilométerre délre; 2021 decembere óta azonban saját sztrádacsomóponttal is rendelkezik a község, ugyanez a csomópont könnyíti meg Kiskunmajsa elérését is az M5-ös felől.
Határszélét délen érinti még a Kiskunmajsa-Kistelek-Ópusztaszer közt húzódó 5411-es út is.

## Története
A bronzkorban is már lakott volt, a Mételyes dűlőben 1932-ben kerültek felszínre ebből a korból származó agyagedények. A 600-as évek elejétől avarok temetkeztek a Feketehalmi dombnál. A 7. század közepén avar vezért temettek el a Jójárt tanya mellett.
Az Árpád-korban két temploma volt a településnek, Alsó- és Felsőcsengelén 1-1. A Bogárháti templomot a tatárok pusztították el, amit a kunok újjáépítettek. A felsőcsengelei templom romjait 1891-ben tárta fel Reizner János. Valószínűleg a 16. század közepén a törökök gyújtották fel. A középkorban Szeged városa a kunokkal közösen legeltetésre használta a csengelei pusztát.
Egy 1570-es török összeírás szerint 3100 szarvasmarhát tartottak ezen a területen. 1852-ben elkezdték a pusztát bérbe adni. 1890-ben kezdte meg működését az első iskola, a belsőcsengelei. A 19. század második felében Kordás Mihály szélmalmot épít.
1909-ben vasútállomás létesült. 1914-ben megkezdte az első helyi orvos a működését. 1934-ben motormalom épült. 1936-ban kezdte meg az első helyi lelkész a működését, a parókia 1938-ra készült el. 1941-ben elkészült az I. fokú közigazgatási kirendeltség épülete, de csak 1943-ban kezdte meg működését. 1945-ben megszűnt a földbérlői rendszer, a földeket szétosztották. 1948-ban 250 házhelyet osztottak ki a majdani falu területén. 1950-ben önálló községgé nyilvánították Csengelét.

## Közélete

### Polgármesterei
- 1990–1994: Kordás István (független)[4]
- 1994–1998: Sánta Ferenc (független)[5]
- 1998–2002: Sánta Ferenc (független)[6]
- 2002–2006: Sánta Ferenc (független)[7]
- 2006–2010: Sánta Ferenc (független)[8]
- 2010–2014: Sánta Ferenc (Fidesz-KDNP)[9]
- 2014–2019: Kormányos Sándor (független)[10]
- 2019–2024: Dr. Tóth Tibor Imre (független)[11]
- 2024– : Dr. Tóth Tibor Imre (Fidesz-KDNP)[1]

## Népesség
| Lakosok száma | 2033 | 2001 | 1955 | 1840 | 1801 | 1748 | 1723 |
|               | 2013 | 2014 | 2017 | 2021 | 2022 | 2023 | 2024 |

2001-ben a település lakosságának közel 100%-a magyar nemzetiségűnek vallotta magát. Kis létszámban svájci, belga, holland és német családok települtek meg a tanyavilágban.
A 2011-es népszámlálás során a lakosok 93,8%-a magyarnak, 0,3% bolgárnak, 1,6% németnek, 1,6% románnak mondta magát (5,3% nem nyilatkozott; a kettős identitások miatt a végösszeg nagyobb lehet 100%-nál). A vallási megoszlás a következő volt: római katolikus 79,1%, református 2,7%, evangélikus 0,2%, felekezeten kívüli 6% (10,8% nem nyilatkozott).
2022-ben a lakosság 89,7%-a vallotta magát magyarnak, 2,8% németnek, 0,3% románnak, 0,3% cigánynak, 0,1-0,1% horvátnak, görögnek és bolgárnak, 1,4% egyéb, nem hazai nemzetiségűnek (9,1% nem nyilatkozott; a kettős identitások miatt a végösszeg nagyobb lehet 100%-nál). Vallásuk szerint 49,8% volt római katolikus, 2,6% református, 0,2% görög katolikus, 0,3% evangélikus, 1,1% egyéb keresztény, 1,6% egyéb katolikus, 8,9% felekezeten kívüli (35,4% nem válaszolt).

## Nevezetességei
A csengelei erdőben írta 1932-ben Móra Ferenc az Aranykoporsó című regényének egy részét, a szállása az erdészházban volt (az 1980-as évek végén lebontották). Az íróra emlékeztetett a Móra Ferenc-emlékfa, egy fehér nyár is. A kb. 25 méter magas fát az 1950-es évek végén kivágták. A volt erdészház közelében áll a 8 kocsányos tölgyből álló, kör alakú csoport. 1900 körül ültették őket. Az alsócsengelei, vagy másképp Bogárháti templomromot 1975-ben tárták fel, az alapját mészkőből újra elkészítették. 1998-ban emléktáblát helyeztek el mellette, és körbekerítették. 2001-ben szentelték fel a csengelei Szent Imre-templomot.

## Csengelei Polgárőr Csoport
A Csengelei Polgári Önvédelmi Csoport 1990. november 18-án alakult meg 10 taggal. Vezetőjének Kucsora Péter választották meg. Az egyesület nevét 1991-ben Csengelei Polgárőr Csoportra módosította. 2001-ben figyelőtornyot építettek a falu központjába. Ugyanezen évtől kezdve szolgálati gépkocsival látják el a feladatukat. A szervezetnek jelenleg (2019) 24 tagja van. Jelenlegi vezetése: Bangó Péter elnök, dr. Varga Szabolcs elnökhelyettes, Molnár Mihály titkár, Királyné Széll Edit titkárhelyettes.

## Csengelei Krónika
A Csengelei Krónika című lap első száma 1992. október 20-án jelent meg. Kiadója a Csengelei Polgárőr Csoport volt 2007 augusztusáig. Ekkortól a Csengelei Krónikás Egyesület jelenteti meg. 1994 őszéig havonta egyszer jelent meg, azóta havonta kétszer. 2000 januárjától 2001 novemberéig szünetelt a lap megjelenése, ezalatt a Kisteleki Hírmondó rovataként jelentkezett. Az első hónapokban ingyenes kiadványként jelent meg, majd 1993-tól éves előfizetésben terjesztik. Alapító szerkesztője Molnár Mihály. 1998-2007 között Kontesz Józsefné, 2007-2009 között Molnár Mihály, 2009-2014 között Gémes Antal volt a felelős szerkesztő. Az újság elsősorban Csengele községgel kapcsolatos írásokat jelentet meg: önkormányzati hírek, bűnügyek, interjúk, sport, helytörténet stb. Példányszámok: 1992-ben 150 db, 1993-ban 250 db, 2003-ban 140 db, 2004-ben 130 db, 2009-ben 120 db 2011-ben 115 db. Az újság 2014 december közepén megszűnt.

## Ismert emberek
- Itt született 1942-ben Balogh István Sándor magyar kertészmérnök, szőlész, ampelológus, egyetemi docens, a Magyar Tudományos Akadémia tagja.
- Itt született 1951-ben Petróczy Erzsébet klinikai pszichológus, a Magyar Tudományos Akadémia tagja.
- Itt született 1951-ben Toldi József biológus, a Magyar Tudományos Akadémia doktora.
- Itt nevelkedett Kis Zita (1967–) hosszútávfutó, akit 2008-ban az év ultramaratonistájának választottak.
- Itt lakott és alkotott 2001 és 2016 között Nemere István (1944–2024), a legtermékenyebb magyar író.
- Itt lakott és alkotott 2001 és 2015 között Nemere Ilona (1953–) író, újságíró.
- Itt dolgozott az Egyetértés TSz építész brigádvezetőjeként 1969-től Nagy Bandó András (1947–) humorista.